# Eschweiler Music Festival

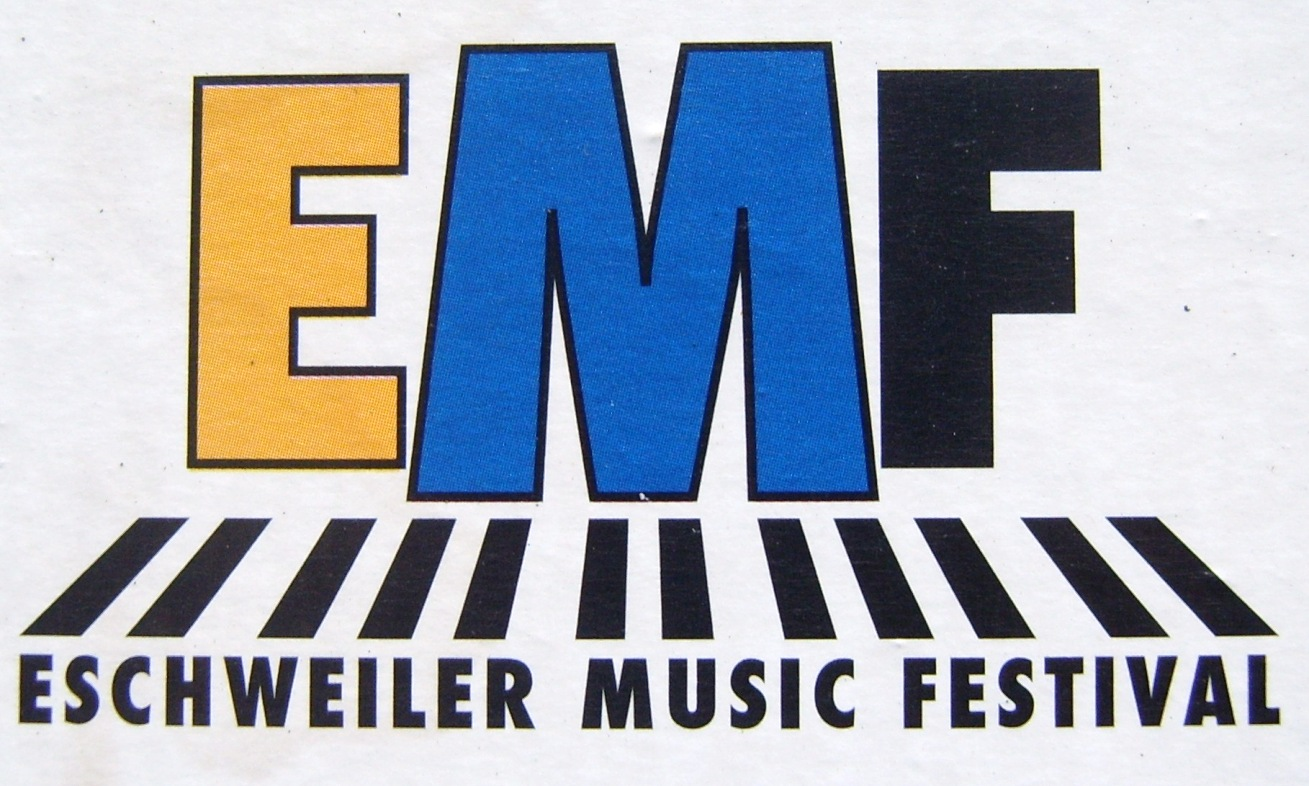
Das Logo des EMF

Das Eschweiler Music Festival, abgekürzt EMF, ist ein seit 1992 jährlich stattfindendes Openair-Musikfestival in Eschweiler in Nordrhein-Westfalen. Austragungsort ist der Marktplatz in der Eschweiler Altstadt. Veranstalter ist die Eschweiler Max Krieger Kulturmanagement GmbH. Das Festival ist mit einer Kneipenrally verbunden, in welcher Musikgruppen in den zahlreichen Kneipen der Altstadt auftreten. Am Sonntagmorgen findet traditionsgemäß der EMF-Gottesdienst mit Gospel in der angrenzenden Kirche St. Peter und Paul statt. Seit 2016 steht die Bühne vor der Kirche und nicht mehr an der gegenüber liegenden Marktseite. Das EMF wird jedes Jahr von über 10.000 Zuschauerinnen und Zuschauern besucht.

## Programm (Auswahl)
| 1992 bis 2000 - Manfred Mann - The Blues Brothers Band - Bobby Byrd - Lillian Boutté - Rod Mason - Daniel Guggenheim - Marla Glen - Luluk Purwanto - Chris Barber - Ali Claudi - Eddie Floyd - Hänsche Weiss - Schnuckenack Reinhardt - Angela Brown - Peter Herbolzheimer - Südwestphälische Harmonie - Jazzkantine - Rosa King - John C. Marshall 29. Juni – 1. Juli 2001 - Klaus Doldinger und Passport - Mario Taghadossi & Orchester - Clinton Strowder 28.–30. Juni 2002 - Roger Chapman - Blues Brothers Revival Band - Melbra Rai Trio 27.–29. Juni 2003 - Brings - Jasper van’t Hof 6.–8. August 2004 - Spencer Davis Group - The Commitments - Janice Harrington - The Kelly Family (Initiative „Mensch Eschweiler“) | 9.–11. September 2005 - Brothers Keepers - Angela Brown 11.–13. August 2006 - The Temptations feat. Damon Harris - Brings 10.–12. August 2007 - The Pee Wee Ellis Assembly feat. Fred Wesley - John & Kaybee Cashmore (Musical Mania Show) - Stilecht - Hurrican Brassband 29.–31. August 2008 - Ten Years After - Birth Control - Stilecht - Nossa Levada - Vanessa Oliver - Jazzclub-Opera - Lebowski - Saturday Night Fish Fry 3.–5. Juli 2009 - Carlos Sancha - The BossHoss - Jamaram - Nossa Levada 31. Juli – 1. August 2010 - Chris Thompson - Jamaram - Jule Neigel - Nina Hagen wegen Erkältung abgesagt 17.–19. Juni 2011 - Phil Bates / Electric Light Orchester - Nina Alverdes - Brings | 6.–8. Juli 2012 - Wolf Maahn & Band - Osibisa - Hurricane Brassband - Stefany June - Banda 5% 14.–16. Juni 2013 - Bobby Kimball - ABBA Review - Hey Hey - Fools Garden 15.–17. August 2014 - Albert Hammond - Paddy Murphy - Boney Fields & The Bones Project 19.–21. Juni 2015 - Seven Kings - The Family of Gipsy Kings - Mayito Rivera - Georg auf Lieder 19.–21. August 2016 - Candy Dulfer - Chris Thompson - Brings 24.–27. August 2017 - Hermes House Band - Lou Bega - Cat Ballou - Bläck Fööss - Kasalla 2.–5. August 2018 - Anastacia - The Maestro & The European Poporchestra - New Chain of Fools - ABBA Review - Saragossa Band - Status Quo | 5.–7. Juni 2019 - Kool & the Gang - Kasalla - Pur 2020 - COVID-19 bedingter Ausfall des Festivals |